# بطن راست
بطن راست (انگلیسی: Right ventricle) یکی از دو بطن قلب است که در سمت راست آن واقع شده است.
خون سیاهرگی در سیستول قلبی در دهلیز راست جمع شده با آغاز دیاستول از طریق دریچه سه لتی وارد بطن راست می‌شود. هنگام سیستول، بطن راست از طریق شریان ریوی خون سیاهرگی را به داخل ریه‌ها ارسال می‌کند.
دو بطن با دیواره بین بطنی از هم جدا شده‌اند. به دلیل بالاتر بودن فشار در گردش خون قلب چپ دیواره بطن چپ قطورتر از بطن راست می‌باشد.
دیواره بطن راست از دهلیز راست قطورتر می‌باشد. سرخرگ ریوی در بخش فوقانی بطن راست قرار دارد.

## نگارخانه

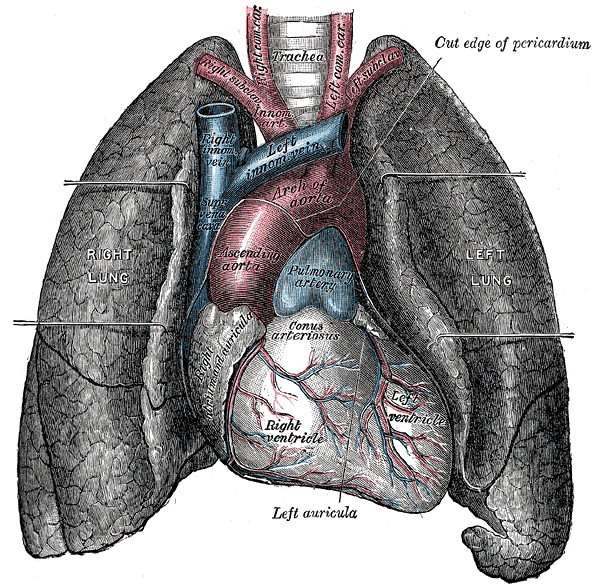
نمای جلویی قلب و ریه‌ها
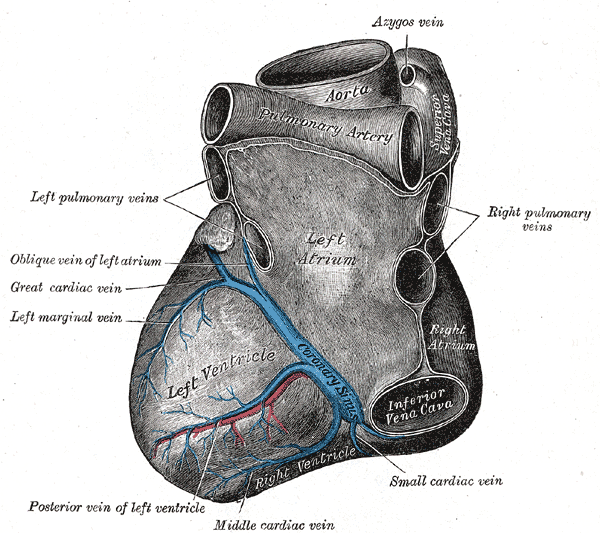
سطح تحتانی و دیافراگماتیک قلب
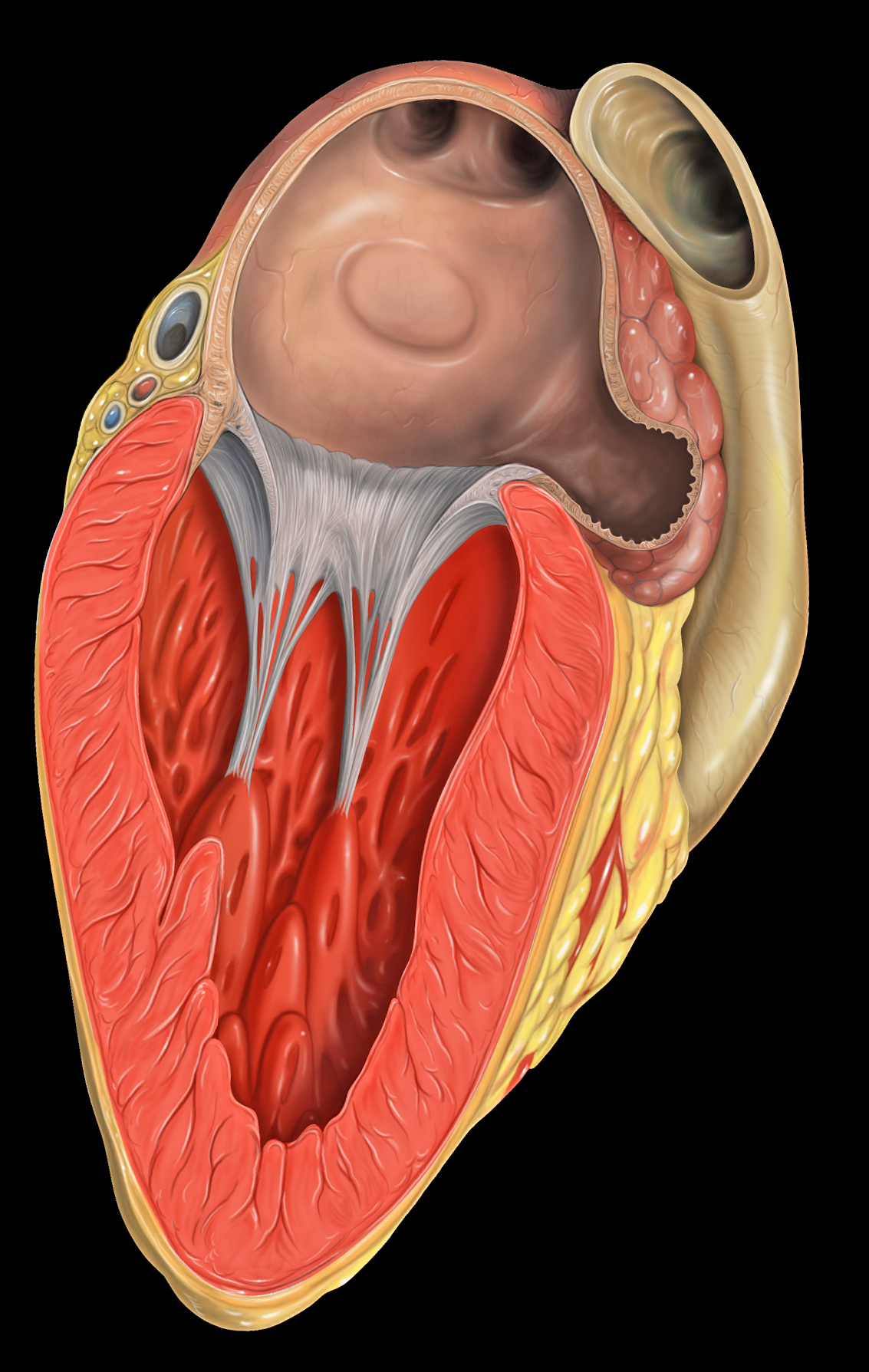
نمای عرض دهلیز و بطن چپ